# 法伊翁
法伊翁，是西班牙阿拉贡自治区萨拉戈萨省的一个市镇。 总面积67平方公里，总人口396人（2001年），人口密度6人/平方公里。